# سیارک ۱۸۹۳۹۸
سیارک ۱۸۹۳۹۸ (به انگلیسی: 189398 Soemmerring، نامگذاری:2008JG20)۱۸۹۳۹۸مین سیارک کشف شده‌است که در ۰۷ مه ۲۰۰۸ کشف شد.